# Oligembia banksi
Oligembia banksi är en insektsart som beskrevs av Davis 1939. Oligembia banksi ingår i släktet Oligembia och familjen Teratembiidae.
Artens utbredningsområde är Paraguay. Inga underarter finns listade i Catalogue of Life.